# Urkundkolm
De Urkundkolm is een 3134 meter hoge bergtop in de Ötztaler Alpen in het Oostenrijkse Tirol.
De berg ligt in de Weißkam, tussen de Mitterkar in het westen en de Rofenkar in het oosten. Een kleine kilometer ten noorden van de Urkundkolm ligt de 3554 meter hoge Ötztaler Urkund. Ten zuidoosten van de Urkundkolm ligt op 2844 meter hoogte de Breslauer Hütte. Vanaf hier wordt de top van de berg vaak beklommen. Een dergelijke klimtocht met lage moeilijkheidsgraad neemt een tot anderhalf uur in beslag.